# Stylogyne lhotzkyana
Stylogyne lhotzkyana (A.DC.) Mez – gatunek roślin z rodziny pierwiosnkowatych (Primulaceae). Występuje naturalnie w południowo-wschodniej Brazylii (w stanach Espírito Santo, Minas Gerais, Rio de Janeiro i São Paulo). 

## Morfologia
PokrójZimozielone drzewo lub krzew. Dorasta do 6–9 m wysokości.
LiścieBlaszka liściowa ma eliptycznie owalny kształt. Mierzy 12–18 cm długości oraz 6–7 cm szerokości, jest całobrzega, ma tępą nasadę i spiczasty wierzchołek. Ogonek liściowy jest nagi i ma 15–20 mm długości.
KwiatyZebrane w wiechach o 12 cm długości, wyrastających na szczytach pędów. Mają działki kielicha o odwrotnie jajowatym kształcie i dorastające do 2 mm długości. Płatki są podługowate i mają białą barwę oraz 3 mm długości.
OwocPestkowce mierzące 6 mm średnicy, o kulistym kształcie.

## Biologia i ekologia
Rośnie w lasach. 